# رودخانه رنچو ویخو
رود رنچو ویخو (به اسپانیایی: Rancho Viejo) (مزرعه قدیمی) در مکزیک قرار دارد. این رود در ایالت نایاریت، در بخش مرکزی کشور، در ۷۰۰ کیلومتری غرب مکزیکو سیتی، پایتخت این کشور واقع شده است. رود رنچو ویخو بخشی از حوضه آبریز رودخانهٔ سن پدرو است.